# Garciotum
Garciotum è un comune spagnolo di 197 abitanti situato nella comunità autonoma di Castiglia-La Mancia.